# Kolibřík kalifornský
Kolibřík kalifornský (Selasphorus sasin) je malý kolibřík obývající západ Spojených států amerických.

## Taxonomie
Rozlišují se 2 poddruhy kolibříka kalifornského:
- Selasphorus sasin sasin – hnízdí v jižním Oregonu a v Kalifornii, zimuje ve středním Mexiku.
- Selasphorus sasin sedentarius – žije na ostrovech při pobřeží jižní Kalifornie.

## Popis
Je to malý, 7 – 9 cm dlouhý kolibřík. Dospělí samci mají zelený hřbet a čelo, rezavé boky, kostřec (místo nad kořenem ocasu) a ocas a červenooranžově lesklé hrdlo. Samice a mladí ptáci jsou podobní, ale nemají celistvě červené hrdlo, mají na něm jen červenooranžové tečky. Samice jsou více zelené, rezavou barvu mají jen při kořeni bíle zakončeného ocasu.

## Rozšíření

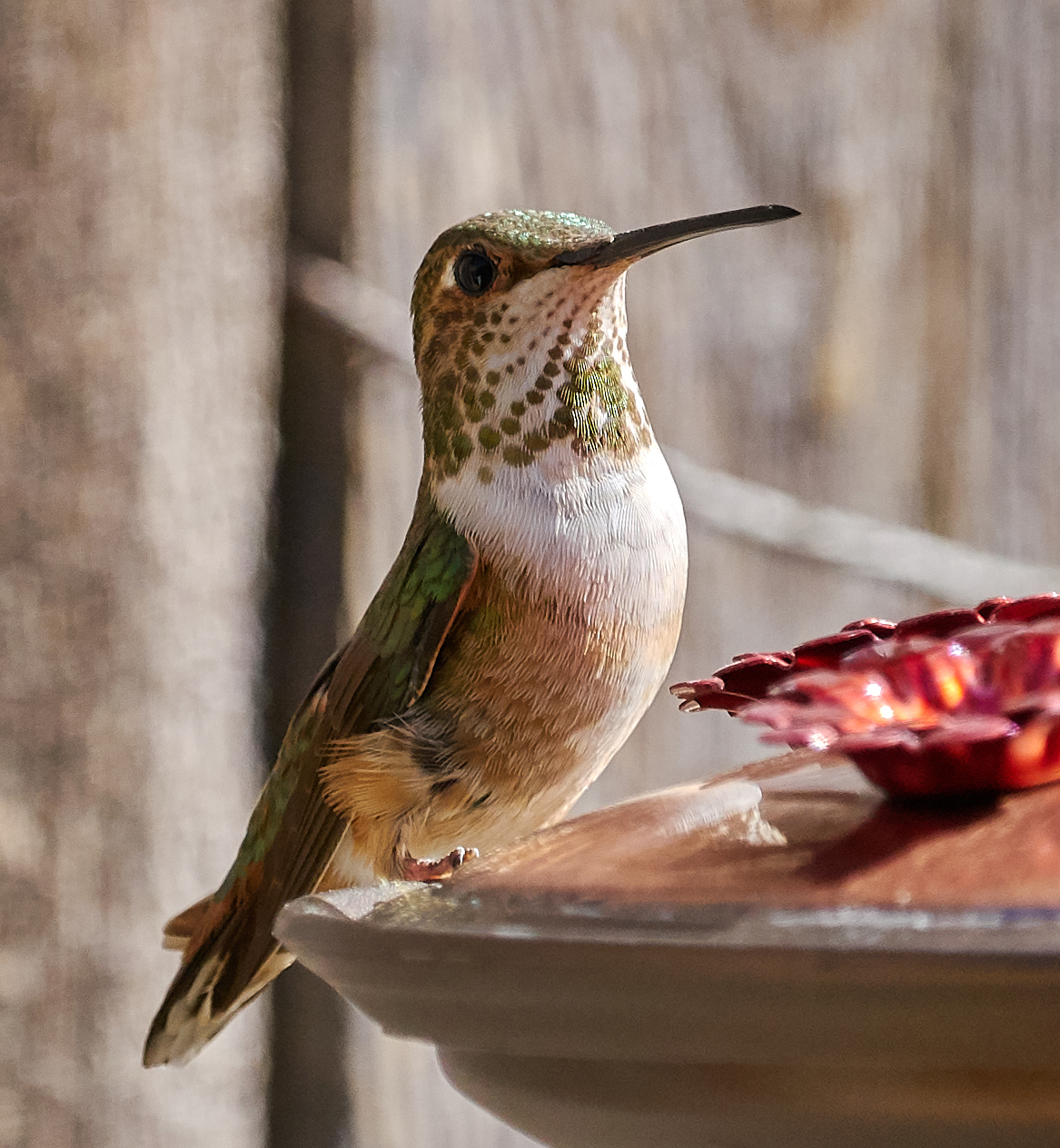
Dospělá samice

Kolibřík kalifornský je hojný pouze v suchých lesích, loukách a zahradách pobřeží Kalifornie od severu Santa Barbary po pobřeží jižního Oregonu. Nominátní poddruh S. s. sasin je tažný a zimuje ve středním Mexiku. Druhý poddruh, S. s. sedentarius, obývá celoročně ostrovy při pobřeží jižní Kalifornie. Tento poddruh v 60. letech kolonizoval poloostrov Palos Verdes v okrese Los Angeles, okres Orange, okres San Diego a východně západní okraj okresu Riverside.

## Ekologie
Agresivní teritoriální samec odhání ostatní samce svého druhu, ale i jiné druhy kolibříků a ostatních ptáků, dokonce i predátory mnohem větší než je sám, jako jsou poštolky a káňata. 
Kolibřík kalifornský si staví hnízdo z rostlinných vláken, maskované lišejníky a zpevněné pavučinami. Hnízdo je umístěno nad zemí na větvi stromu nebo na stonku či lodyze rostliny. Samice klade 1 – 2 bílá vajíčka, na kterých sama sedí 15 – 17 dní. Mláďata opouštějí hnízdo ve věku zhruba 3 týdnů od vylíhnutí.
Jako u všech kolibříků, rychlý metabolismus vyžaduje časté přijímání potravy. Živí se květním nektarem a drobným hmyzem (pro doplnění bílkovin) chytaným za letu nebo sbíraným z květů.